# Hockey Club Girls Project
L'Hockey Club Girls Project è stata una squadra di hockey su ghiaccio femminile italiana, sezione femminile dell'Hockey Club Aosta Gladiators.

## Storia
La squadra è nata nell'estate del 2019 per coprire il vuoto lasciato nell'Italia nord-occidentale dalla scomparsa delle squadre lombarde e piemontesi iscritte al massimo campionato italiano femminile: l'HC Como si era infatti ritirata a campionato 2018-2019 appena iniziato, mentre la sezione femminile del Torino Bulls aveva dato forfait durante l'estate..
La prima partita ufficiale della squadra è stata la sconfitta in casa per 1-8 contro le altoatesine dell'Hockey Club Lakers, il 5 ottobre 2019. La prima stagione venne interrotta durante i play-off, cui le valdostane avevano comunque fallito l'accesso, a causa della pandemia di COVID-19. 
Anche nelle due stagioni successive la squadra fallì l'accesso alla post-season, giungendo in entrambi i casi al quinto posto. Nel 2022-2023 chiuse all'ultimo posto sia la prima fase della regular season che il proprio gironcino di qualificazione ai play-off.
Al termine della stagione il progetto è confluito nella neonata squadra femminile dell'HCMV Varese Hockey.